# گورنو اوزیروو
گورنو اوزیروو (به لاتین: Gorno Ozirovo) یک منطقهٔ مسکونی در بلغارستان است که در ورشتس (شهرداری) واقع شده‌است.